# Pietro Callea
Pietro Callea (* 4. September 1969) ist ein ehemaliger deutsch-italienischer Fußballspieler.
Der Mittelfeldspieler schaffte aus der Jugend des MSV Duisburg den Sprung in die erste Mannschaft, die zu diesem Zeitpunkt in der Oberliga Nordrhein spielte. Mit dem MSV stieg er 1988/89 als Meister in die 2. Fußball-Bundesliga auf. Gleich in seinem ersten Einsatz am 17. Mai 1990 beim 4:1-Sieg über Eintracht Braunschweig erzielte er sein erstes Tor. Mit dem MSV Duisburg stieg er in der Zweitligasaison 1990/91 in die erste Bundesliga auf. Callea kam auf drei Einsätze, wechselte 1991 jedoch wieder zurück in die 2. Bundesliga zum FC Remscheid. In den folgenden zwei Jahren absolvierte er 37 Spiele für die Remscheider und erzielte ein Tor. 1993/94 spielte er für Schwarz-Weiß Essen in der Oberliga Nordrhein und 1994/95 für Alemannia Aachen in der Regionalliga West/Südwest. 1995 kehrte er für drei Jahre ins Röntgen-Stadion zum FC Remscheid zurück. Zur Saison 1998/99 wurde er vom Oberligisten FC Wegberg-Beeck verpflichtet. Von 1999 bis 2001 spielte er für den Rheydter SV, danach war er noch zwei Jahre für die Reserve des MSV Duisburg aktiv. Von 2003 bis 2006 war er zunächst Spieler und später Co-Trainer bei den Sportfreunden Hamborn 07.